# Cratere Aftenia
Aftenia  è un cratere sulla superficie di Venere.